# Кетрин Изабел
Кетрин Изабел (енгл. Katharine Isabelle; Ванкувер, 2. новембар 1981) канадска је глумица. Најпознатија је по бројним улогама у хорор филмовима, због чега је временом стекла статус једне од најпознатијих „краљица вриска” из периода 2000-их. Славу је стекла насловном улогом у хорор трилогији Фатална Џинџер. За ову улогу била је номинована за награду Фангорија у категорији најбоље глумице у хорор филму, али је изгубила од Никол Кидман у филму Духови у нама.
Након Фаталне Џинџер, Кетрин се прославила главном улогом у још једном хорору, Америчка Мери из 2012. Ова улога донела јој је награде Метар страха и Фангорија, а поред ње, међу номинованима су биле глумице: Мија Вашиковска, Серше Ронан, Џуно Темпл и Шарни Винсон. Имала је споредне улоге у хорорима Фреди против Џејсона и 30 дана ноћи 2: Мрачни дани.
У априлу 2007. дневни лист Ју-Ес-Еј тудеј објавио је чланак са списком највећих краљица вриска из 2000-их, Кетрин Изабел је била једна од глумица са списка. У једном од наредних интервјуа Кетрин је изјавила да јој је с једне стране драго што се налази на таквој листи, али с друге стране и чудно, пошто она сама није љубитељ хорор филмова.
Имала је неколико споредних и епизодних улога у телевизијским серијама, мећу којима се издвајају: Досије икс (1998), Ловци на натприродно (2007) и Ханибал (2014—2015). Појавила се и у блокбастер неоноару Тешка времена у Ел Ројалу из 2018.
До сада се појавила у више од 100 филмова и телевизијских серија.

## Приватни живот
Кетрин Изабел Мари је рођена у Ванкуверу, у покрајини Британска Колумбија. Потиче из филмске породице. Њен отац је Грејем Мари, дизајнер продукције, награђен Емијем за рад на ТВ серији Досије икс. Касније се и сама Кетрин појавила у овој серији. Њена мајка , Гејл Џонсон Мари, је сценаристкиња и филмска продуценткиња. Редитељ и глумац, Џошуа Мари, јој је полубрат по оцу.
Упркос томе што глуми у бројним хорор филмовима који обилују сценама крвавих убистава, Кетрин има хемофобију и често се дешава да јој позли када угледа праву крв. Одбија да снима наге сцене и има дублерке које је мењају у таквим сценама. Примера ради, имала је дублерку која ју је мењала у сцени туширања у филму Фреди против Џејсона, као и у преднаставку Фаталне Џинџер.

## Каријера

### Почеци
Каријеру је започела са 7 година под именом „Кејти Мари”. Прву улогу имала је у романтичној комедији Рођаци из 1989. Након тога, сарађивала је са полубратом Џошуом на филмовима Хладни фронт и Последња зима. Имала је епизодну улогу у популарној ТВ серији Мекгајвер.

### 1990-е:Ловац на потезуиДосије икс
До првог већег успеха долази главном улогом у трилеру Ловац на потезу из 1992. Поред ње, главне улоге су тумачили Кристофер Ламбер и Дајана Лејн. После четири године паузе, вратила се глуми и одлучила да се убудуће на филмовима потписује псеудонимом „Кетрин Изабел” (средње име уместо презимена). Њена улога Линдси Кларк у Узнемирујућем понашању (1998) изазвала је веома позитивне критике и полако почела да јој отвара врата ка хорор жанру. На филмсу је сарађивала са Кејти Холмс, Џејмсом Марсденом и Ником Сталом.
Заједно за оцем, радила је на ТВ серији Досије икс и појавила се у епизоди Шизогени. Након тога, добила је гостујуће улоге у ТВ серијама Да Винчијева истрага и Први талас.

### 2000-е:Фатална Џинџери други хорор филмови
Године 2000. Кетрин долази до најважније улоге у каријери, тумачењем Џинџер Фицџералд у хорор филму Фатална Џинџер. Она и Емили Перкинс тумаче две сестре, које успевају да преживе напад вукодлака, с тим што Џинџер бива уједена. Временом, Џинџер се претвара у вукодлака док њена сестра покушава да јој помогне и врати је у нормалу.. Аудиције за филм одржавале су се широм Канаде и САД. Игром случаја, Изабел и Перкинс су дошле истог дана на аудицију у Ванкуверу. Сценаристкиња филма, Карен Волтон, изјавила је да чим их је видела заједно пожелела је да глуме у филму, јер је управо тако замишљала њихове ликове док је писала сценарио. За улогу Џинџер, Кетрин је била номинована за награду Фангорија у категорији најбоље главне глумице, али је у коначном избору изгубила од Никол Кидман у филму Духови прошлости.
Улога Фаталне Џинџер, донела јој је велику славу, али и отворила врата ка другим улогама, превасходно из хорор жанра. Већ 2 године касније, добила је улогу у психолошком трилеру Несаница са Ал Пачином и Робином Вилијамсом у главним улогама. Исте године тумачила је споредну улогу у другој адаптацији Стивен Кинговог романа Кери и имала епизодну улогу у популарној суперхеројској ТВ серији Смолвил.
Уследила је улога у кросоверу две велике хорор франшизе, Страва у Улици брестова и Петак тринаести — Фреди против Џејсона (2003). Тумачила је лик Гиб Смит, једне од последње преживеле деце из Улице брестова коју убија Џејсон Ворхис и тако изазива сукоб са Фредијем Кругером. Изабел је тако имала прилику да се нађе у истом филму са двојицом најпознатијих негативаца из хорор филмова. Исте године, имала је главну улогу у филму Пали анђели.
Обновила је сарадњу са Емили Перкинс у наставку и преднаставку Фаталне Џинџер. Филмови су снимани паралелно и објвљени 2004. године. Оба филма су изазвала претежно позитивне реакције, али нису успели да понове успех оригинала.
После бројних хорора, Изабел је добила улогу у тинејџерској комедији Још једна прича о Пепељуги (2008), са Селеном Гомез у главној улози. До краја деценије имала је епизоддне улоге у неколико популарних телевизијских серија, као што су: Звездана капија SG-1 (2006), Ловци на натприродно (2007), Женске приче (2009) и Добра жена (2009).

### 2010-е:Америчка МерииХанибал
У хорор жанр Изабел се враћа 2010. споредном улогом у 30 дана ноћи 2: Мрачни дани, наставку филма о вампирима из 2007. Током 2011. тумачила је једну од главних улога у канадској телевизијској драми, Крај игре.
Годиине 2012. тумачи лик Мери Мејсон у хорору Америчка Мери. Ова улога постала је једна од Кетриних најзначајнијих и донела јој је бројне награда и признања, међу којима су: награда Фангорија, Метар страха и признања са филмског фестивала у Торонту и фестивала Фантастик у Остину. Током 2013. појавила се у неколико мањих канадских хорор филмова и телевизијских мини-серија.
На филму Зло око нас 2 (2014) Изабел се удружила са још једном „краљицом вриска”, Данијелом Харис (прослављена по улози Џејми Лојд) у улози финалних девојака Тамаре и Ејми. Поред њих, у улози главног негативца био је Кејн Ходер, претходно прослављен по улози Џејсона Ворхиса.
У периоду између 2014. и 2015. Кетрин се појављивала у ТВ серији Ханибал. Тумачила је лик Марго Вергнер, пацијенткиње др Ханибала Лектора. На једном од интервјуа за серију, прокоментарисала је своје улоге у хорор филмовима и статус „краљице вриска” на следећи начин:
„Некако ми је све то чудно, због тога што ја заправо нисам љубитељка хорор филмова, страшни су ми и избегавам их. Међутим, њихово снимање је потпуно другачија прича, веома су забавни за снимање и представљају ми праву авантуру. Рекла сам једном или два пута да више нећу снимати хороре, али онда ми се деси нешто попут Америчке Мери и онда се доведем у искушење, пошто претпостављам да ће бити класификован као хорор, али за мене није само хорор. Немам омиљени жанр за рад, али волим интересантне ликове; Волим снажне независне женске ликове, који су мултидимензионални и слојевити као нормално људско биће. Да буде још чудније, најбоље сам пронашла управо у хорор жанру, попут Мери и Фаталне Џинџер. Тако да, није да се ја непрестано враћам на хороре, већ идем тамо где су ликови најинтересантнији и за мене лично најизазовнији. Хорор жанр изгледа да пуца од таквих ликова за мене.”
Након Ханибала, Изабел је сарађивала Весом Крејвеном, једним од најпознатијих редитеља у хорор жанру, на филму Девојка у фотографијама из 2015. Тумачила је споредну улогу у блокбастер неоноару Тешка времена у Ел Ројалу (2018), са Џефом Бриџизом, Дакотом Џонсон, Џоном Хамом и Крисом Хемсвортом у главним улогама. Од 2019. се појављује у ТВ серији Ред.

### 2020-е: Предстојећи пројекти
Почетком 2020. завршила је снимање драме Зелено море, у којој тумачи главну улогу. Филм је тренутно у фази постпродукције.

## Филмографија

### Филмови
| Улоге Кетрин Изабел у филмовима |                              |               |                  |                          |
| Година                          | Српски назив                 | Изворни назив | Улога            | Напомена                 |
| 1989.                           | Рођаци                       |               | Кло Харди        | потписана као Кејти Мари |
| 1989.                           | Хладни фронт                 |               | Кејти Макензи    | потписана као Кејти Мари |
| 1989.                           | Ужа породица                 |               | Кери             | потписана као Кејти Мари |
| 1992.                           | Ловац на потезу              |               | Ерика Сандерсон  | потписана као Кејти Мари |
| 1998.                           | Узнемирујуће понашање        |               | Линдси Кларк     |                          |
| 2000.                           | Снежни дан                   |               | Марла            |                          |
| 2000.                           | Фатална Џинџер               |               | Џинџер Фицџералд |                          |
| 2001.                           | Кости                        |               | Тиа              |                          |
| 2002.                           | Несаница                     |               | Тања Франк       |                          |
| 2003.                           | Фреди против Џејсона         |               | Гиб Смит         |                          |
| 2003.                           | Пали анђели                  |               | Лу Филд          |                          |
| 2004.                           | Фатална Џинџер 2: Ослобођена |               | Џинџер Фицџералд |                          |
| 2004.                           | Фатална Џинџер 3: Почетак    |               | Џинџер Фицџералд |                          |
| 2008.                           | Још једна прича о Пепељуги   |               | Бри Блат         |                          |
| 2009.                           | Разјареност                  |               | лепотица         |                          |
| 2010.                           | Френки и Алис                |               | Пејџ             |                          |
| 2010.                           | 30 дана ноћи 2: Мрачни дани  |               | Стејси           | непосредно-на-видео      |
| 2012.                           | Америчка Мери                |               | Мери Мејсон      |                          |
| 2013.                           | Језиви експримент            |               | Меган            |                          |
| 2013.                           | Мука                         |               | Сара             |                          |
| 2014.                           | Зло око нас 2                |               | Тамара           | непосредно-на-видео      |
| 2015.                           | 88 (филм)                    |               | Гвен / Фламинго  |                          |
| 2015.                           | Девојка у фотографијама      |               | Џенет            |                          |
| 2016.                           | Одбројавање                  |               | Џулија Бејкер    | непосредно-на-видео      |
| 2018.                           | Тешка времена у Ел Ројалу    |               | тетка Рут        |                          |

### Телевизија
| Улоге Кетрин Изабел на телевизији |                      |               |                             |                                             |
| Година                            | Српски назив         | Изворни назив | Улога                       | Напомена                                    |
| 1989.                             | Макгајвер            |               | Вајолет                     | епизода Мадона, потписана као Кејти Мари    |
| 1990.                             | Неонски јахач        |               | Максина „Макс” Форест       | телевизијски филм, потписана као Кејти Мари |
| 1996.                             | Грозомора            |               | Кет Мертон                  | епизода Дошло је из дубине                  |
| 1996.                             | Титаник              |               | Офелија Џек                 | мини-серија                                 |
| 1997.                             | Медисон              |               | Алисија Лонг                | 4 епизоде                                   |
| 1998.                             | Досије икс           |               | Лиса Бајочи                 | епизода Шизогени                            |
| 1998—1999                         | Да Винчијева истрага |               | Одри Тобер Маделина Маркети | 4 епизоде                                   |
| 1998—1999                         | Први талас           |               | Елизабет Дениз              | 2 епизоде                                   |
| 2002.                             | Изван граница        |               | Теми Синклер                | епизода Мрачно дете                         |
| 2002.                             | Џон Доу              |               | Шејн Пикфорд                | епизода Крвне везе                          |
| 2002.                             | Кери                 |               | Тина Блејк                  | телевизијски филм                           |
| 2003.                             | Смолвил              |               | Сара Конрој                 | епизода Дремеж                              |
| 2006.                             | Звездана капија SG-1 |               | Валенсија                   | епизода Кејмлот                             |
| 2006.                             | Осам дана за живети  |               | Луцинда                     | телевизијски филм                           |
| 2007.                             | Ловци на натприродно |               | Ава Вилсон                  | 2 епизоде                                   |
| 2008.                             | Уточиште             |               | Софи                        | епизода Нубинс                              |
| 2009.                             | Женске приче         |               | Марси Салваторе             | епизода Напуштање Лос Анђелеса              |
| 2009.                             | Добра жена           |               | Синди Луис                  | епизода Пилот                               |
| 2011.                             | Крај игре            |               | Дани                        | главна улога, 13 епизода                    |
| 2012.                             | До усијања           |               | Маделин „Меди”              | епизода Трчи ка мени                        |
| 2013—2014.                        | Бити човек           |               | Сузана Вејт                 | понављајућа улога                           |
| 2013.                             | Мотив                |               | Лајна Хили                  | епизода Лака победа                         |
| 2014.                             | Фрикови              |               | Џенет                       | епизода Облачно са могућим побољшањем       |
| 2014—2015.                        | Ханибал              |               | Марго Вергер                | понављајућа улога                           |
| 2015.                             | Пандури новајлије    |               | детектив Френки Андерсон    | 3 епизоде                                   |
| 2017.                             | Роузвуд              |               | Наоми                       | епизода Надувана риба и лична историја      |
| 2019—2020                         | Тајни ред            |               | Вера Стоун                  | понављајућа улога                           |

## Награде и номинације
| Награда                                | Година | Категорија                                                      | Филм / Серија                         | Исход      |
| -------------------------------------- | ------ | --------------------------------------------------------------- | ------------------------------------- | ---------- |
| Награда Близанци                       | 2008   | Најбоља споредна глумица у драматичном програму или мини-серији | Енглезов дечак                        | Освојено   |
| Награда Близанци                       | 2011   | Најбоља споредна глумица у ТВ драми                             | Крај игре                             | Номинација |
| Награда фестивала Фантастик            | 2012   | Посебно признање за хорор жанр                                  | Америчка Мери                         | Освојено   |
| Награда хорор фестивала Скримфест      | 2012   | Трофеј фестивала за најбољу глумицу                             | Америчка Мери                         | Освојено   |
| Награда Ноћног фестивала у Торонту     | 2012   | Посебна награда за најбољу глумицу                              | Америчка Мери                         | Освојено   |
| Награда Метар страха                   | 2012   | Најбоља глумица                                                 | Америчка Мери                         | Освојено   |
| Награда Метар страха                   | 2014   | Најбоља споредна глумица                                        | Зло око нас 2                         | Номинација |
| Награда Фангорија                      | 2012   | Најбоља главна глумица                                          | Америчка Мери                         | Освојено   |
| Награда Лео                            | 2013   | Најбоља споредна женска улога у играном филму                   | Лоренс и Холман                       | Номинација |
| Награда Лео                            | 2013   | Најбоља гостујућа глумица у ТВ драми                            | Мотив                                 | Освојено   |
| Награда Лео                            | 2014   | Најбоља глумица                                                 | Основно                               | Номинација |
| Награда Остин фестивала Фантастик      | 2012   | Најбоља глумица                                                 | Америчка Мери                         | Освојено   |
| Награда фестивала Канадски филмотворци | 2016   | Најбоља комичарка                                               | Како испланирати оргије у малом граду | Освојено   |